# Thunder (Schiff, 1968)
NNS Thunder (Kennung: F90) ist eine Fregatte der Nigerianischen Marine und ehemaliges Patrouillenschiff der United States Coast Guard.

## USCGC Chase
Als USCGC Chase (WHEC-718) hatte das Schiff eine bewegte Geschichte. Heimathafen war Boston (Massachusetts). Nach der Indienststellung im Jahr 1968 nahm es an der Operation Market Time im Vietnamkrieg teil und war in zwölf Gefechte verwickelt. Für seinen Einsatz wurde das Schiff mit der Meritorious Unit Commendation und der Vietnam Service Medal ausgezeichnet.
Anschließend wurde es für wissenschaftliche Zwecke in der Karibik eingesetzt, überquerte 1972 den Polarkreis und besuchte Länder Nordeuropas. Nach Besuchen in Europa kehrte die Chase 1980 in amerikanische Gewässer zurück. In den 1980er Jahren wurde das Schiff häufig eingesetzt, um Flüchtlinge aufzunehmen, wie vor Kuba, Grenada und Haiti.
Am 8. Mai 1985 starb der aus Philadelphia stammende 22-jährige Maschinist Nicholas V. Bereiaus, als Feuer im Maschinenraum ausbrach. Er wurde nach Cape Cod geflogen und dort beigesetzt.
1989 wurde das Schiff auf der Werft Bath Iron Works in Portland (Maine) modernisiert. 1991 wurde der neue Heimathafen des Schiffes San Pedro (Kalifornien). Das Schiff wurde anschließend hauptsächlich in Ausbildungsoperationen eingesetzt und kontrollierte das Waffenembargo gegen den Irak im Persischen Golf.

## Übernahme durch Nigeria
Im Mai 2011 wurde das Schiff auf Coast Guard Island in Alameda (Kalifornien) feierlich der nigerianischen Marine (NN) übergeben. Nigeria gab rund acht Millionen US-Dollar aus, um die Waffen und Navigationssysteme auf den aktuellen Stand zu bringen. Im Januar 2012 lief das Schiff voll funktionstüchtig in nigerianische Gewässer ein.

## Zwischenfälle
2012 kollidierte die Thunder in einem nigerianischen Hafen mit einem kleinen Versorgungsschiff der Firma Total. Das Total-Schiff bekam Schlagseite. Ein Schiff der Firma Bourbon eilte dem Total-Schiff zur Hilfe und machte längsseits des Schiffes fest. Ein Matrose der nigerianischen Marine wurde vermisst. Die Suche nach ihm blieb erfolglos. Ein Matrose des Total-Schiffes war im Rumpf des Schiffes eingeklemmt. Taucher schnitten ein Loch in den Rumpf und befreiten den Mann. Nach Ermittlungen wurde festgestellt, dass die Thunder den Unfall zu verantworten hatte.